# Siphunculina nidicola
Siphunculina nidicola är en tvåvingeart som beskrevs av Nartshuk 1971. Siphunculina nidicola ingår i släktet Siphunculina och familjen fritflugor. Inga underarter finns listade i Catalogue of Life.